# A Voice from the Deep
A Voice from the Deep er en amerikansk stumfilm fra 1912 af Mack Sennett.

## Medvirkende
- Edward Dillon som Percy.
- Fred Mace som Harold.
- Marguerite Marsh.
- William J. Butler.